# Кув де Мюрвиль, Морис
Морис Кув де Мюрвиль (фр. Maurice Couve de Murville; 24 января 1907, Реймс — 24 декабря 1999, Париж) — французский политический и государственный деятель; премьер-министр Франции в июле 1968—июне 1969, один из «баронов» голлизма.

## Биография
Служил в ведомстве финансов при Третьей республике, а затем при режиме Виши; в 1943 году бежал из Франции в Алжир и присоединился к заграничному Сопротивлению — сперва комитету генерала Анри Жиро, а затем к Сражающейся Франции генерала де Голля (в 1943 году являлся комиссаром финансов Французского комитета национального освобождения). После войны служил послом Франции в Египте, при НАТО, в США и в ФРГ.
После прихода де Голля к власти (в кабинетах Мишеля Дебре и Жоржа Помпиду) — министр иностранных дел (1958—1968), затем недолго был министром финансов. Назначен на пост премьера Шарлем де Голлем после конфликта того с Помпиду и отставки последнего. Именно Кув де Мюрвилю де Голль сообщил в ночь на 28 апреля 1969 года о своей отставке. Кув де Мюрвиль продолжал оставаться премьером весь переходный период вплоть до вступления Помпиду в должность 20 июня 1969 года, когда его преемником в особняке Матиньон стал Жак Шабан-Дельмас.
До 1986 года был депутатом от Парижа, затем членом Сената Франции, в 1995 году ушёл на пенсию. Умер от старости. Похоронен на кладбище Монпарнас.

## Правительство Кув де Мюрвиля

### Кабинет: 10 июля 1968 — 22 июня 1969
- Морис Кув де Мюрвиль — премьер-министр Франции;
- Мишель Дебре — министр иностранных дел;
- Пьер Мессмер — министр национальной обороны;
- Раймон Марселлен — министр внутренних дел, здравоохранения и народонаселения;
- Франсуа-Ксавье Ортоли — министр экономики и финансов;
- Андре Беттанкур — министр промышленности;
- Жозеф Фонтане — министр труда, занятости и народонаселения;
- Рене Капитан — министр юстиции;
- Эдгар Фор — министр национального образования;
- Анри Дювияр — министр по делам ветеранов и жертв войны;
- Андре Мальро — министр культуры;
- Робер Булен — министр сельского хозяйства;
- Альбен Шаландон — министр снаряжения и жилищного строительства;
- Жан Шаман — министр транспорта;
- Роже Фрей — министр по связям с парламентом;
- Ив Гуена — министр почт и телекоммуникаций;
- Морис Шуман — министр социальных дел;

28 апреля 1969 — Жан-Марсель Жанненей наследовал Капитану как и. о. министра юстиции.